# Ваяно Кремаско
Вая̀но Крема̀ско (на италиански: Vaiano Cremasco, на местен диалект: Vaià, Вая) е малко градче и община в Северна Италия, провинция Кремона, регион Ломбардия. Разположено е на 82 m надморска височина. Населението на общината е 3755 души (към 2015 г.).